# Olympische Winterspiele 2002
| Medaillenspiegel               | Medaillenspiegel   | Medaillenspiegel | Medaillenspiegel | Medaillenspiegel | Medaillenspiegel |
| Platz                          | Land               | G                | S                | B                | Ges.             |
| ------------------------------ | ------------------ | ---------------- | ---------------- | ---------------- | ---------------- |
| 1                              | Norwegen           | 13               | 5                | 7                | 25               |
| 2                              | Deutschland        | 12               | 16               | 8                | 36               |
| 3                              | Vereinigte Staaten | 10               | 13               | 11               | 34               |
| 4                              | Kanada             | 7                | 3                | 7                | 17               |
| 5                              | Russland           | 5                | 4                | 4                | 13               |
| 6                              | Frankreich         | 4                | 5                | 2                | 11               |
| 7                              | Italien            | 4                | 4                | 5                | 13               |
| 8                              | Finnland           | 4                | 2                | 1                | 7                |
| 9                              | Niederlande        | 3                | 5                | –                | 8                |
| 10                             | Österreich         | 3                | 4                | 10               | 17               |
| 11                             | Schweiz            | 3                | 2                | 6                | 11               |
| Vollständiger Medaillenspiegel |                    |                  |                  |                  |                  |

Die Olympischen Winterspiele 2002 (auch XIX. Olympische Winterspiele genannt) wurden 2002 in Salt Lake City, der Hauptstadt und größten Stadt des US-Bundesstaates Utah ausgetragen. Es waren die vierten Winterspiele und insgesamt achten Olympischen Spiele in den Vereinigten Staaten. Fünf Monate nach den Terroranschlägen vom 11. September 2001 waren die Spiele in vielfacher Hinsicht vom Gedenken an die Opfer und von patriotischen Bekundungen, aber auch von erhöhten Sicherheitsvorkehrungen geprägt. In sportlicher Hinsicht blieben einerseits die Erfolge von Athleten wie Ole Einar Bjørndalen oder Samppa Lajunen, andererseits mehrere Dopingfälle im Skilanglauf in Erinnerung.
Es waren zudem die ersten Olympischen Spiele unter der Ägide des IOC-Präsidenten Jacques Rogge. Das örtliche Organisationskomitee leitete der republikanische Politiker Mitt Romney, späterer Gouverneur von Massachusetts und Präsidentschaftsbewerber.

## Wahl des Austragungsortes
Erstmals wurden durch eine IOC-Kommission unter dem Vorsitz des deutschen Mitglieds Thomas Bach von den ursprünglichen neun Bewerbern vier für die eigentliche Abstimmung ausgewählt. Die drei weiteren anerkannten Kandidatenstädte neben Salt Lake City waren Sion (Schweiz), Östersund (Schweden) und Québec (Kanada). Nicht zur Abstimmung zugelassen wurden Graz (Österreich), Jaca (Spanien), Poprad (Slowakei), Sotschi (Russland) und Tarvisio (Italien). Salt Lake City wurde am 16. Juni 1995 auf der 104. IOC-Session in Budapest im ersten Wahlgang mit 54 von 89 Stimmen zum Ausrichter gewählt. Anfang Januar 1999 wurde ein Bestechungsskandal bekannt. Letztlich ging aus einem am 10. Februar 1999 durch die IOC-Ethikkommission veröffentlichten, 300 Seiten umfassenden, Dokument hervor, dass sich mindestens 24 IOC-Mitglieder vom Bewerbungskomitee der Stadt Salt Lake City bestechen ließen. Als Folge traten vier IOC-Mitglieder zurück und sechs weitere wurden am 17. März 1999 suspendiert. Es war das erste Mal in der 105-jährigen IOC-Geschichte, dass IOC-Mitglieder per Abstimmung ausgeschlossen wurden.
Ergebnisse der Wahl:
| Ort            | Land               | Wahlgang |
| -------------- | ------------------ | -------- |
| Salt Lake City | Vereinigte Staaten | 54       |
| Östersund      | Schweden           | 14       |
| Sion           | Schweiz            | 14       |
| Québec         | Kanada             | 7        |

## Logo, Maskottchen und Motto
Das Logo der Spiele zeigte einen dreifarbigen Schneekristall, der aus drei C für Contrast (Kontrast), Culture (Kultur) und Courage (Mut) gebildet wurde.
Die olympischen Maskottchen waren Powder (ein Schneeschuhhase), Copper (ein Kojote) und Coal (ein Amerikanischer Schwarzbär). Sie sollten das olympische Motto Citius, altius, fortius (schneller, höher, stärker) symbolisieren.
Das Motto der Spiele lautete Light the fire within ‚Entfache das innere Feuer‘.

## Fackellauf

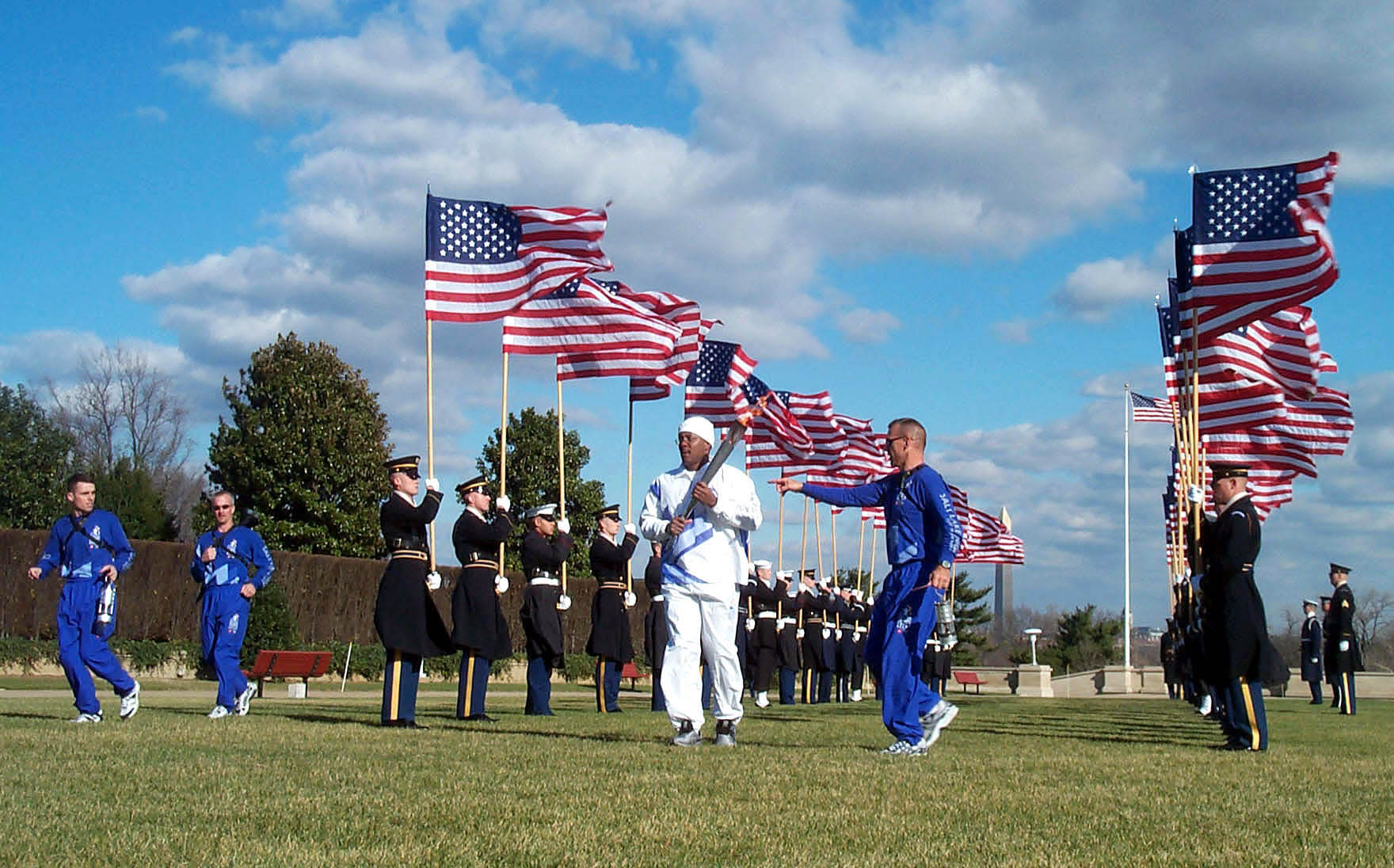
Fackellauf am Pentagon: 184 US-Flaggen erinnern an die 184 Opfer des Anschlages in Washington; der Sohn des abgebildeten Fackelläufers gehörte zu den Toten.

Route des Fackellaufs durch die USA

Das olympische Feuer wurde am 19. November 2001 von der Schauspielerin Thalia Prokopiou im Heiligen Hain von Olympia entzündet. Am 4. Dezember brachte es eine Sondermaschine der Delta Air Lines mit dem Namen Soaring Spirit von Athen nach Atlanta. Am Schauplatz der Olympischen Sommerspiele 1996 eröffnete der damalige letzte Fackelläufer, Muhammad Ali, den Fackellauf bei einer Zeremonie im Centennial Olympic Park.
In den rund zwei Monaten bis zur Eröffnungsfeier der Winterspiele passierte die Fackel auf ihrem Weg durch die Vereinigten Staaten alle Bundesstaaten mit Ausnahme von South Dakota, North Dakota, Minnesota und Hawaii. Die verwendete Fackel war 84 Zentimeter lang und hatte die Form eines Eiszapfens.
Am 21. Dezember erreichte die Fackel Washington, D.C. und Arlington County, wo in einer Zeremonie am Pentagon der Terroranschläge vom 11. September gedacht wurde und wo auch Präsident Bush zu den Fackelträgern gehörte. Über Weihnachten verweilte sie in New York City und wurde dort – nach einer weiteren Gedenkzeremonie an der Freiheitsstatue an Heiligabend mit Angehörigen der Opfer vom 11. September – im Rockefeller Center zur Schau gestellt.
Weitere Stationen waren unter anderem die weiteren ehemaligen US-amerikanischen Olympiastädte Lake Placid (29./30. Dezember), St. Louis (8./9. Januar), Los Angeles (15./16. Januar) und Squaw Valley (20./21. Januar). Am 24. Januar machte das Feuer auch einen kurzen Abstecher nach Alaska. Schließlich erreichte es am 4. Februar den Bundesstaat Utah.

## Wettkampfstätten
Die olympischen Wettkampfstätten waren weit über den Ballungsraum Salt Lake City und die östlich angrenzende Wasatchkette verteilt. In der Stadt selbst fanden außer der Eröffnungs- und Schlussfeier nur die Wettbewerbe im Eiskunstlauf und im Shorttrack statt. Weitere Hallenwettbewerbe fanden in den unmittelbar an Salt Lake City angrenzenden Vororten Kearns und West Valley City statt, einige Eishockeyspiele in der rund 80 Kilometer südlich gelegenen Großstadt Provo. Gastgeber der Freiluftwettbewerbe waren das nördlich von Salt Lake City am Großen Salzsee gelegene Ogden sowie die östlich im Wasatchgebirge gelegenen Wintersportgebiete Park City und Soldier Hollow.

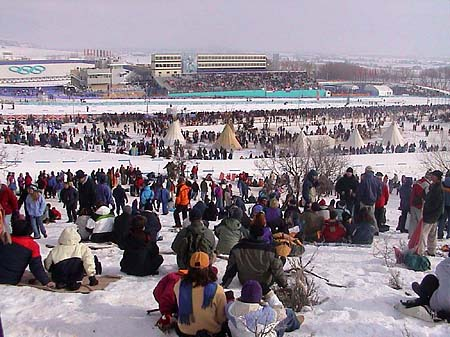
Soldier Hollow während der Spiele

### Salt Lake City
- Rice-Eccles Stadium – Eröffnungs- und Schlussfeier
- Salt Lake Ice Center – Eiskunstlauf, Shorttrack

### Kearns
- Utah Olympic Oval – Eisschnelllauf

### West Valley City
- The E Center – Eishockey

### Provo
- Peaks Ice Arena – Eishockey

### Ogden
- Snowbasin – Ski Alpin (Abfahrt, Super-G, Alpine Kombination)
- The Ice Sheet – Curling

### Park City
- Park City Mountain Resort – Ski Alpin (Riesenslalom), Snowboard
- Utah Olympic Park:
  - Utah Olympic Park Track – Bob, Rodeln, Skeleton
  - Utah Olympic Park Jumps – Nordische Kombination, Skispringen
- Deer Valley – Freestyle-Skiing, Ski Alpin (Slalom)
- Soldier Hollow – Biathlon, Langlauf, Nordische Kombination

## Teilnehmer

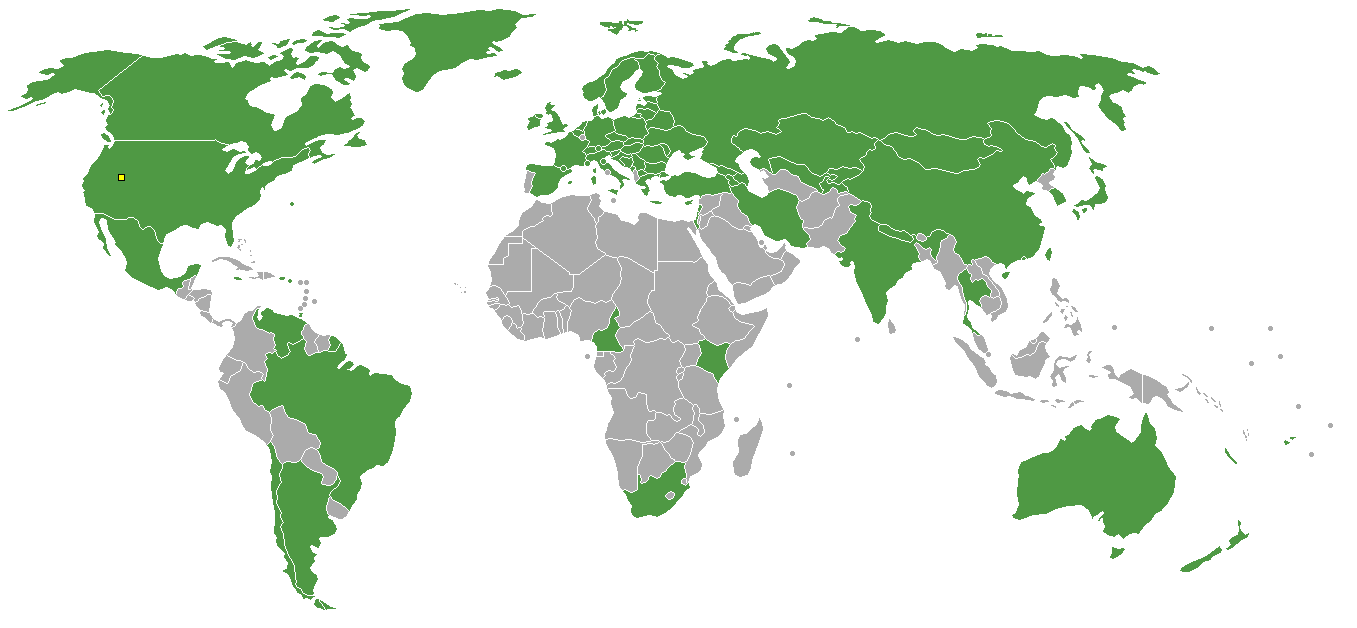
Teilnehmerstaaten

Für die Winterspiele von Salt Lake City meldeten sich 78 Nationen an. Erstmals dabei waren Hongkong, Kamerun, Nepal, Tadschikistan und Thailand. Puerto Rico zog seine beiden Starter – ein Bobteam – während der Spiele zurück. Dadurch nahmen letztendlich Sportler aus 77 Nationen an den Wettbewerben teil.
| Europa (1.670 Athleten aus 44 Nationen) | Europa (1.670 Athleten aus 44 Nationen) | Europa (1.670 Athleten aus 44 Nationen) |
| --- | --- | --- |
| - Andorra (3) - Armenien (9) - Aserbaidschan (4) - Belgien (6) - Belarus (64) - Bosnien und Herzegowina (2) - Bulgarien (23) - Dänemark (11) - Deutschland (157) - Estland (17) - Finnland (98) - Frankreich (114) - Georgien (4) - Griechenland (10) - Großbritannien (49) | - Irland (6) - Island (6) - Israel (5) - Italien (112) - BR Jugoslawien (6) - Kroatien (14) - Lettland (47) - Liechtenstein (8) - Litauen (8) - Mazedonien (2) - Moldau (5) - Monaco (5) - Niederlande (27) - Norwegen (77) - Österreich (90) | - Polen (27) - Russland (151) - Rumänien (21) - San Marino (1) - Schweden (102) - Schweiz (110) - Slowakei (49) - Slowenien (40) - Spanien (7) - Tschechien (76) - Türkei (3) - Ungarn (25) - Ukraine (68) - Zypern (1) |
| Amerika (400 Athleten aus 13 Nationen) | | |
| - Amerikanische Jungferninseln (8) - Argentinien (11) - Bermuda (1) - Brasilien (10) - Chile (6) | - Costa Rica (1) - Jamaika (2) - Kanada (150) - Mexiko (3) | - Puerto Rico (2) - Trinidad und Tobago (2) - Venezuela (4) - Vereinigte Staaten (202) |
| Asien (296 Athleten aus 15 Nationen) | | |
| - China, Volksrepublik (66) - Chinesisch Taipeh (6) - Hongkong (China)* (2) - Indien (1) - Iran (2) | - Japan (103) - Kasachstan (50) - Kirgisistan (2) - Korea, Republik (48) - Libanon (2) | - Mongolei (4) - Nepal* (1) - Tadschikistan* (2) - Thailand* (1) - Usbekistan (6) |
| Ozeanien (38 Athleten aus 3 Nationen) | | |
| - Australien (27) | - Fidschi (1) | - Neuseeland (10) |
| Afrika (3 Athleten aus 3 Nationen) | | |
| - Kamerun* (1) | - Kenia (1) | - Südafrika (1) |
| (Anzahl der Athleten) * erstmalige Teilnahme an Winterspielen | | |

## Zeremonien

### Eröffnungsfeier

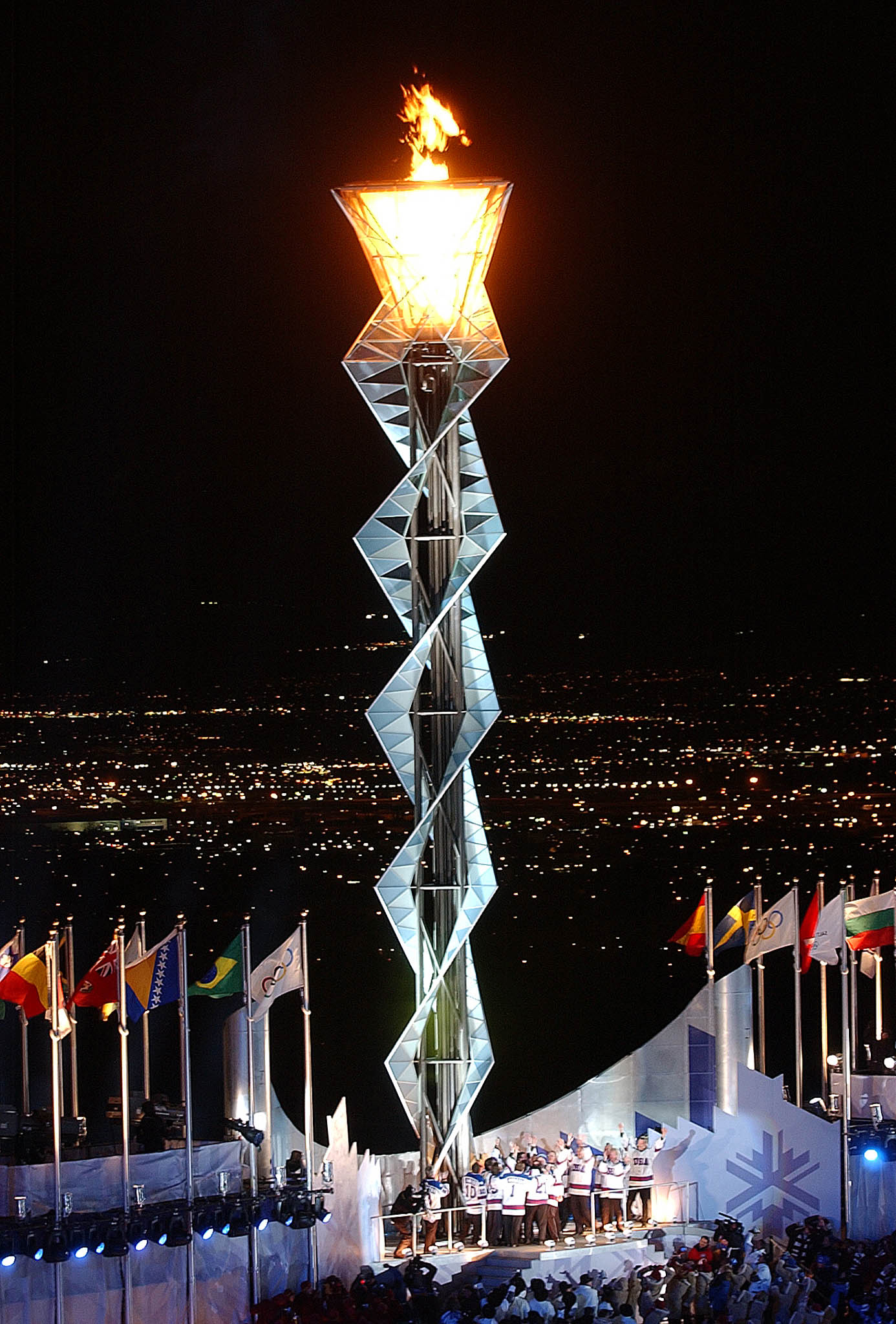
Das olympische Feuer wird entzündet

Die Eröffnungsfeier der Winterspiele fand am Abend des 8. Februar 2002 im Rice-Eccles Stadium der University of Utah statt. Nachdem Eisläufer Fahnen mit den Namen aller bisherigen Austragungsorte der Olympischen Winterspiele ins Stadion getragen hatten, betraten der IOC-Präsident, der Vorsitzende des Organisationskomitees und – begleitet von der Melodie Hail to the Chief – der US-Präsident den Innenraum des Stadions. Zu Beginn der Zeremonie wurde unter fast völligem Schweigen der Anwesenden eine US-amerikanische Flagge, die in den Ruinen des ursprünglichen World Trade Centers gefunden worden war, ins Stadion getragen. Ursprünglich war beabsichtigt worden, dass diese der amerikanischen Mannschaft bei ihrem Einmarsch vorangetragen werden sollte, was vom IOC mit Verweis auf das Protokoll abgelehnt wurde. Die amerikanische Nationalhymne wurde vom Mormon Tabernacle Choir gesungen und vom Utah Symphony Orchestra begleitet.
Mit einer Eisshow wurde das Motto der Spiele „Light the Fire Within“ szenisch dargestellt. Es folgte der Einmarsch der Athleten; wie üblich marschierte die Mannschaft Griechenlands zuerst und die des Gastgeberlandes USA zuletzt ein. Das anschließende Kulturprogramm beinhaltete Verweise auf die indianische und mormonische Vergangenheit Utahs. Nach dem Einmarsch der Athleten zogen Vertreter der fünf in Utah heimischen Indianerstämme – Ute, Gosiute, Shoshone, Paiute und Diné (Navajo) – ins Stadion ein. Die fünf Häuptlinge begrüßten in ihrer jeweiligen Sprache Vertreter der Athleten, anschließend folgte ein Showteil mit Tänzen der Indianer und einem Auftritt des indianischstämmigen kanadischen Rockmusikers Robbie Robertson.
Der nächste Programmteil beschäftigte sich mit der Besiedlung des amerikanischen Westens durch die weißen Pioniere. Es wurden ihre Siedlertrecks, die Begegnung mit der Tierwelt des Westens – wie Elchen, Klapperschlangen und Bisons – und dem Leben der Siedler im Westen szenisch dargestellt.
Später gab es unter anderem einen gemeinsamen Auftritt von Sting und Yo-Yo Ma.
US-Präsident George W. Bush wich als bisher einziges Staatsoberhaupt von der traditionellen Eröffnungsformel der Olympischen Spiele ab, indem er ihr die Vorbemerkung „On behalf of a proud, determined and grateful nation“ („Im Namen einer stolzen, entschlossenen und dankbaren Nation“) hinzufügte. Er hielt sich auch nicht wie üblich auf einer speziellen Tribüne, sondern inmitten der US-Athleten auf.
Die olympische Flagge wurde von acht bekannten Persönlichkeiten ins Stadion getragen, von denen fünf die Kontinente repräsentierten: John Glenn (Amerika), Lech Wałęsa (Europa), Desmond Tutu (Afrika), Kazuyoshi Funaki (Asien) und Cathy Freeman (Ozeanien). Ferner verkörperte der ehemalige alpine Skisportler Jean-Claude Killy den Sport, Filmregisseur Steven Spielberg die Kunst und der Forscher und Filmproduzent Jean-Michel Cousteau den Umweltschutz.
Das olympische Feuer wurde zum ersten Mal in der Geschichte von einer Mannschaft entzündet: dem US-Eishockeyteam von den Olympischen Winterspielen 1980, das durch das Miracle on Ice – den Sieg über die favorisierte Sowjetunion und den anschließenden Gewinn der Goldmedaille – berühmt geworden war. Es wurde von seinem damaligen Mannschaftskapitän Mike Eruzione angeführt.
Den olympischen Eid sprachen der Skeletoni Jim Shea und der Alpin-Kampfrichter Allen Church aus den Vereinigten Staaten.

### Schlussfeier
Bei der Abschlussfeier traten unter anderem Bon Jovi mit ihrem Hit „It’s my life“ auf. Außerdem gab es Auftritte von Kiss und von den früheren Eiskunstlauf-Olympiasiegerinnen Katarina Witt und Kristi Yamaguchi.
Die olympische Flagge wurde von Rocky Anderson, dem Bürgermeister von Salt Lake City, an Sergio Chiamparino, den Bürgermeister von Turin, übergeben.

### Politischer Nachgang
Im Nachgang der Spiele zeigte sich Russland irritiert über die Aberkennung von unrechtmäßig erlangten Medaillen oder deren doppelte Vergabe an weitere Athleten. Russische Medien und Regierungsvertreter bezeichneten dies als einen „Goldraub“. Der Politiker Wladimir Putin zeigte sich persönlich „verärgert und gekränkt“. In Russland gab es eine „Welle der Empörung“, wie die Politikwissenschaftlerin Margareta Mommsen schreibt. Später soll er in Gesprächen mit dem IOC seine Aussagen abgeschwächt haben, um, wie Mommsen schreibt, „die Wogen zu glätten“.

## Wettkampfprogramm
Es wurden 78 Wettbewerbe (42 für Männer, 34 für Frauen und 2 Mixed-Wettbewerbe) in 7 Sportarten/15 Disziplinen ausgetragen. Das waren 10 Wettbewerbe und 1 Disziplin mehr als in Nagano 1998 – die Anzahl der Sportarten blieb gleich. Nachfolgend die Änderungen im Detail:
- Beim Biathlon erweiterten die 12,5 km Verfolgung für Männer und die 10 km Verfolgung für Frauen das Programm.
- Im Bob wurde der Damen Zweierbob hinzugefügt. Darüber hinaus wurde die Disziplin Skeleton mit Einer für Männer und Frauen ins olympische Programm aufgenommen – Skeleton war zweimal bis 1948 für Männer olympisch gewesen.
- Beim Shorttrack kamen die 1500 m für Männer und Frauen hinzu.
- Beim Skilanglauf wurde bei den Männer die 15 km wiedereingeführt und bei den Frauen die 10 km. Darüber hinaus ersetzte der Einzelsprint den 10-km-Langlauf und das 10/10-km-Verfolgungsrennen das 10/15-km-Verfolgungsrennen bei den Männern – bei den Frauen ersetze der Einzelsprint den 5-km-Langlauf und das 5/5-km-Verfolgungsrennen das 5/10-km-Verfolgungsrennen.
- In der Nordischen Kombination erweiterte der Sprint – Großschanze 7,5 km Gundersen – das Programm.
- Im Snowboard wurde für Männer und Frauen der Riesenslalom durch den Parallel-Riesenslalom ersetzt.

### Olympische Sportarten/Disziplinen
- Biathlon Gesamt (8) = Männer (4)/Frauen (4)
- Bobsport
  -  Bob Gesamt (3) = Männer (2)/Frauen (1)
  -  Skeleton Gesamt (2) = Männer (1)/Frauen (1)
- Curling Gesamt (2) = Männer (1)/Frauen (1)
- Eishockey Gesamt (2) = Männer (1)/Frauen (1)
- Eislauf
  -  Eiskunstlauf Gesamt (4) = Männer (1)/Frauen (1)/Mixed (2)
  -  Eisschnelllauf Gesamt (10) = Männer (5)/Frauen (5)
  -  Shorttrack Gesamt (8) = Männer (4)/Frauen (4)
- Rennrodeln Gesamt (3) = Männer (2)/Frauen (1)
- Skisport
  -  Freestyle-Skiing Gesamt (4) = Männer (2)/Frauen (2)
  -  Ski Alpin Gesamt (10) = Männer (5)/Frauen (5)
  - Ski Nordisch
    -  Nordische Kombination Gesamt (3) = Männer (3)
    -  Skilanglauf Gesamt (12) = Männer (6)/Frauen (6)
    -  Skispringen Gesamt (3) = Männer (3)

  -  Snowboard Gesamt (4) = Männer (2)/Frauen (2)

Anzahl der Wettkämpfe in Klammern

### Zeitplan
| Zeitplan        | Zeitplan         | Zeitplan              | Zeitplan | Zeitplan | Zeitplan | Zeitplan | Zeitplan | Zeitplan | Zeitplan | Zeitplan | Zeitplan | Zeitplan | Zeitplan | Zeitplan | Zeitplan | Zeitplan | Zeitplan | Zeitplan | Zeitplan | Zeitplan           |
| Disziplin       | Disziplin        | Disziplin             | Fr. 8.   | Sa. 9.   | So. 10.  | Mo. 11.  | Di. 12.  | Mi. 13.  | Do. 14.  | Fr. 15.  | Sa. 16.  | So. 17.  | Mo. 18.  | Di. 19.  | Mi. 20.  | Do. 21.  | Fr. 22.  | Sa. 23.  | So. 24.  | Ent- schei- dungen |
| Disziplin       | Disziplin        | Disziplin             | Februar  | Februar  | Februar  | Februar  | Februar  | Februar  | Februar  | Februar  | Februar  | Februar  | Februar  | Februar  | Februar  | Februar  | Februar  | Februar  | Februar  | Ent- schei- dungen |
| --------------- | ---------------- | --------------------- | -------- | -------- | -------- | -------- | -------- | -------- | -------- | -------- | -------- | -------- | -------- | -------- | -------- | -------- | -------- | -------- | -------- | ------------------ |
| Eröffnungsfeier |                  |                       |          |          |          |          |          |          |          |          |          |          |          |          |          |          |          |          |          |                    |
| Biathlon        | Biathlon         | Biathlon              |          |          |          | 2        |          | 2        |          |          | 2        |          | 1        |          | 1        |          |          |          |          | 8                  |
| Bob- sport      | Bob              | Bob                   |          |          |          |          |          |          |          |          |          | 1        |          | 1        |          |          |          | 1        |          | 3                  |
| Bob- sport      | Skeleton         | Skeleton              |          |          |          |          |          |          |          |          |          |          |          |          | 2        |          |          |          |          | 2                  |
| Curling         | Curling          | Curling               |          |          |          |          |          |          |          |          |          |          |          |          |          | 1        | 1        |          |          | 2                  |
| Eishockey       | Eishockey        | Eishockey             |          |          |          |          |          |          |          |          |          |          |          |          |          | 1        |          |          | 1        | 2                  |
| Eislauf         | Eiskunstlauf     | Eiskunstlauf          |          |          |          | 1        |          |          | 1        |          |          |          | 1        |          |          | 1        |          |          |          | 4                  |
| Eislauf         | Eisschnelllauf   | Eisschnelllauf        |          | 1        | 1        |          | 1        |          | 1        |          | 1        | 1        |          | 1        | 1        |          | 1        | 1        |          | 10                 |
| Eislauf         | Shorttrack       | Shorttrack            |          |          |          |          |          | 1        |          |          | 2        |          |          |          | 2        |          |          | 3        |          | 8                  |
| Rennrodeln      | Rennrodeln       | Rennrodeln            |          |          |          | 1        |          | 1        |          | 1        |          |          |          |          |          |          |          |          |          | 3                  |
| Ski- sport      | Freestyle-Skiing | Freestyle-Skiing      |          | 1        |          |          | 1        |          |          |          |          |          | 1        | 1        |          |          |          |          |          | 4                  |
| Ski- sport      | Ski Alpin        | Ski Alpin             |          |          | 1        |          | 1        | 1        | 1        |          | 1        | 1        |          |          | 1        | 1        | 1        | 1        |          | 10                 |
| Ski- sport      | Ski Nordisch     | Nordische Kombination |          |          | 1        |          |          |          |          |          |          | 1        |          |          |          |          | 1        |          |          | 3                  |
| Ski- sport      | Ski Nordisch     | Skilanglauf           |          | 2        |          |          | 2        |          | 1        | 1        |          | 1        |          | 2        |          | 1        |          | 1        | 1        | 12                 |
| Ski- sport      | Ski Nordisch     | Skispringen           |          |          | 1        |          |          | 1        |          |          |          |          | 1        |          |          |          |          |          |          | 3                  |
| Ski- sport      | Snowboard        | Snowboard             |          |          | 1        | 1        |          |          |          | 2        |          |          |          |          |          |          |          |          |          | 4                  |
| Schlussfeier    |                  |                       |          |          |          |          |          |          |          |          |          |          |          |          |          |          |          |          |          |                    |
| Entscheidungen  | Entscheidungen   | Entscheidungen        |          | 4        | 5        | 5        | 5        | 6        | 4        | 4        | 6        | 5        | 4        | 5        | 7        | 5        | 4        | 7        | 2        | 78                 |
|                 |                  |                       | Fr. 8.   | Sa. 9.   | So. 10.  | Mo. 11.  | Di. 12.  | Mi. 13.  | Do. 14.  | Fr. 15.  | Sa. 16.  | So. 17.  | Mo. 18.  | Di. 19.  | Mi. 20.  | Do. 21.  | Fr. 22.  | Sa. 23.  | So. 24.  |                    |
| Februar         |                  |                       |          |          |          |          |          |          |          |          |          |          |          |          |          |          |          |          |          |                    |

Farblegende

## Wettbewerbe

### Biathlon
Der überragende Biathlet der Winterspiele 2002 war Ole Einar Bjørndalen aus Norwegen, der alle drei Einzelwettbewerbe der Herren sowie den Staffelwettbewerb (mit Halvard Hanevold, Frode Andresen und Egil Gjelland) gewinnen konnte. Die erfolgreichste Nation in den Biathlonwettbewerben wurde jedoch Deutschland. Bei allen acht Wettbewerben gewannen deutsche Starter mindestens eine Medaille, bei den Frauen gingen drei von vier Goldmedaillen an deutsche Teilnehmerinnen. Der vierte Olympiasieg gelang Olga Pyljowa (Russland) in der 10-km-Verfolgung.

### Bob

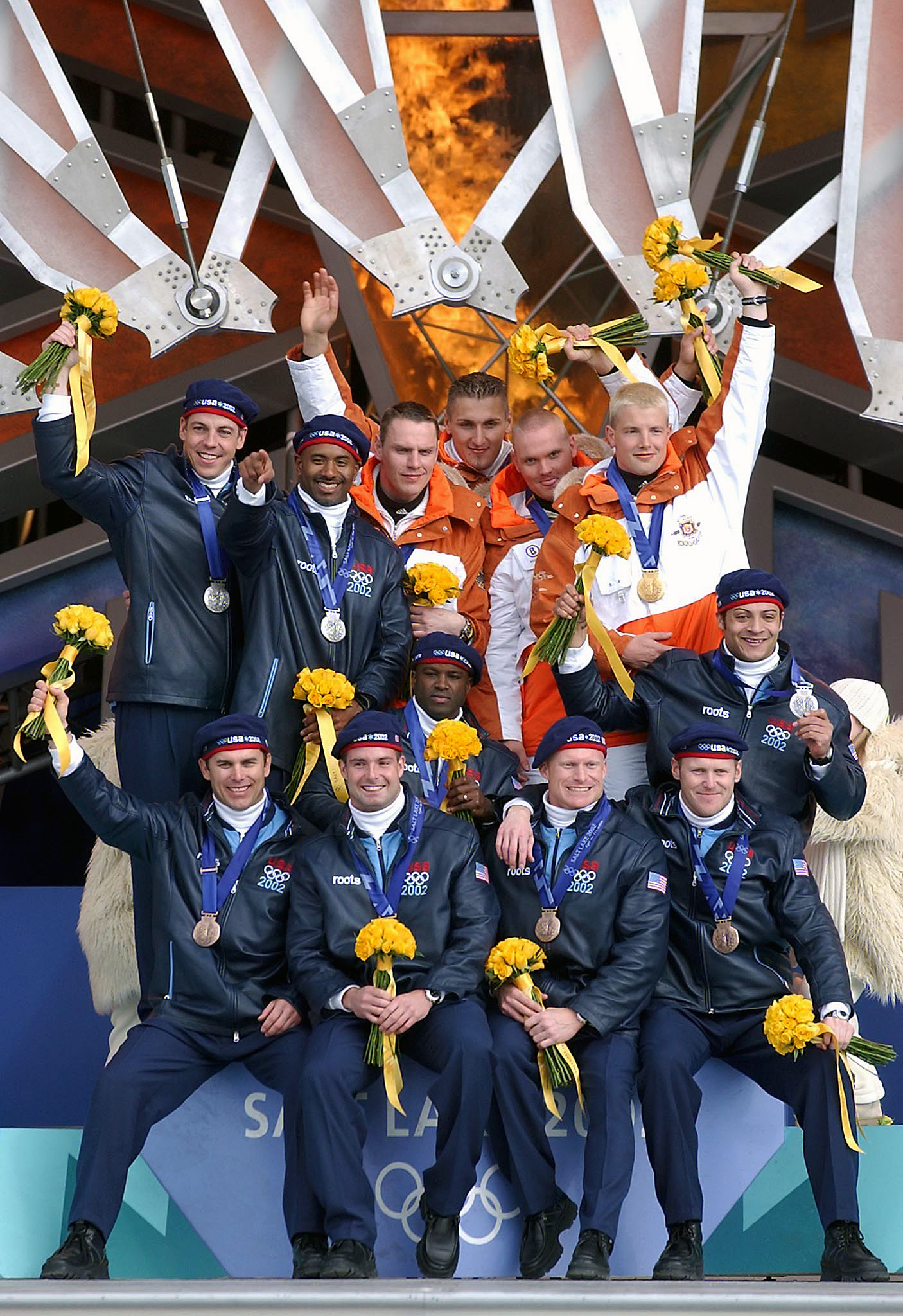
Die Medaillengewinner im Viererbob

Beide Bobwettbewerbe der Männer wurden von Deutschland gewonnen. Im Zweierbob siegten Christoph Langen und Markus Zimmermann vor den Schweizer Duos Christian Reich und Steve Anderhub sowie Martin Annen und Beat Hefti. Im Viererbob siegte André Lange in seinem ersten olympischen Wettbewerb mit Enrico Kühn, Kevin Kuske und Carsten Embach vor den Bobs des Gastgebers USA, die von Todd Hays und Brian Shimer gesteuert wurden. Der amtierende Olympiasieger Langen hatte wegen einer Fußverletzung nach dem zweiten Lauf aufgeben müssen.
Den erstmals olympischen Zweierbobwettbewerb der Frauen gewannen die US-Amerikanerinnen Jill Bakken und Vonetta Flowers vor den deutschen Duos Prokoff/Holzner und Erdmann/Herschmann.

### Curling
Den Curling-Wettbewerb der Männer gewann das von Pål Trulsen geführte norwegische Team vor Kanada (Kevin Martin) und der Schweiz (Andreas Schwaller). Bei den Frauen siegte Großbritannien mit seinem Skip Rhona Martin vor der Schweiz (Luzia Ebnöther) und Kanada (Kelley Law).

### Eishockey
Wie bereits 1998 konnte erreicht werden, dass die nordamerikanische Profiliga NHL ihre Spieler für die Dauer der Olympischen Spiele freistellte. Dies kam vor allen den nordamerikanischen Teams zugute: Kanada siegte vor Gastgeber USA mit 5:2. Bei den Frauen war die nordamerikanische Dominanz noch deutlicher. Sowohl die USA (10:0 gegen Deutschland; 12:1 gegen China; 5:0 gegen Finnland; 4:0 gegen Schweden) als auch Kanada (7:0 gegen Kasachstan; 7:0 gegen Russland; 11:0 gegen Schweden; 7:3 gegen Finnland) zogen nach einer Serie deutlicher Siege ins Finale ein. Auch hier konnten die USA ihren Heimvorteil nicht nutzen: Kanada gewann mit 3:2.

### Eiskunstlauf
Die Entscheidung im Paarlauf war eine der umstrittensten in der olympischen Geschichte: Die Preisrichter werteten die Darbietung des russischen Paares Jelena Bereschnaja/Anton Sicharulidse knapp höher als die der Kanadier Jamie Salé/David Pelletier. Der französischen Preisrichterin Marie-Reine Le Gougne wurden schließlich unerlaubte Absprachen nachgewiesen. Die ISU entschied schließlich, an das kanadische Paar eine zweite Goldmedaille zu verleihen, was sechs Tage nach der ersten Siegerehrung auch geschah.
In den Einzelwettbewerben siegte bei den Männern Alexei Jagudin (Russland), bei den Frauen Sarah Hughes (USA). Den Eistanzwettbewerb gewann das französische Paar Marina Anissina/Gwendal Peizerat.

### Eisschnelllauf
Bei den Männern waren die Niederlande die erfolgreichste Nation; sie gewannen sechs Medaillen in fünf Wettbewerben, wovon allein zwei Gold- (5000 und 10.000 m) und eine Silbermedaille (1500 m) an Jochem Uytdehaage gingen. Bei den Frauen war hingegen Deutschland am erfolgreichsten, unter anderem gewann Claudia Pechstein über 3000 und 5000 Meter und wurde somit nach zwei früheren Olympiasiegen 1994 und 1998 die erfolgreichste Winterolympionikin in der olympischen Geschichte Deutschlands.

### Freestyle
Sowohl für Männer als auch für Frauen wurden jeweils ein Wettbewerb auf der Buckelpiste (Moguls) und im Springen (Aerials) ausgetragen. Auf der Buckelpiste gewannen Janne Lahtela (Finnland) und Kari Traa (Norwegen), im Springen Aleš Valenta (Tschechien) und Alisa Camplin (Australien). Zwei Tage nach dem Überraschungssieg des Shorttrackers Steven Bradbury wurde Camplin somit auch die erste Frau, die für Australien einen Olympiasieg bei Winterspielen errang.

### Rennrodeln
Im Herren-Einsitzer musste sich der Deutsche Georg Hackl nach seinen Olympiasiegen 1992, 1994 und 1998 diesmal dem Italiener Armin Zöggeler geschlagen geben und gewann Silber. Der Damenwettbewerb wurde hingegen völlig von Deutschen dominiert: Sylke Otto gewann Gold, Barbara Niedernhuber Silber und Silke Kraushaar Bronze. Auch der Olympiasieg im Herren-Zweisitzer ging nach Deutschland: Patric Leitner und Alexander Resch gewannen vor den US-amerikanischen Teams Mark Grimmette/Brian Martin und Chris Thorpe/Clay Ives.

### Shorttrack
Die erfolgreichsten Nationen waren bei den Frauen Südkorea und China, bei den Männern Kanada. Der Kanadier Marc Gagnon gewann Gold über 500 Meter und mit der Staffel sowie Bronze über 1500 Meter, die Chinesin Yang Yang (A) gewann über 500 und 1000 Meter und wurde Zweite mit der Staffel. Wie in früheren Jahren waren die europäischen Starter Außenseiter. Von den 24 vergebenen Medaillen gingen nur drei nach Europa: Die italienische Herrenstaffel gewann Silber, die Bulgarin Ewgenija Radanowa gewann Bronze über 1500 und Silber über 500 Meter.
Der Olympiasieg des australischen Shorttrackers Steven Bradbury über 1000 Meter ist einer der kuriosesten der Geschichte. Er schaffte die Qualifikationen für Halbfinale und Finale nur, weil jeweils in der letzten Kurve andere Athleten stürzten. Im Finale lag Bradbury in der letzten Runde weit zurück; da aber in der letzten Kurve erneut einer stürzte und alle anderen dabei mitriss, konnte Bradbury ungehindert über die Ziellinie laufen.

### Skeleton
In den erstmals seit 54 Jahren wieder ausgetragenen olympischen Skeletonwettbewerben konnte sich beide Male die Gastgebernation durchsetzen. Jim Shea, der zuvor bei der Eröffnungsfeier den olympischen Eid der Athleten geschworen hatte, wurde Olympiasieger der Herren vor Martin Rettl (Österreich) und Gregor Stähli (Schweiz). Bei den Frauen siegte Tristan Gale vor Lea Ann Parsley (ebenfalls USA) und Alexandra Coomber (Großbritannien).

### Ski Alpin

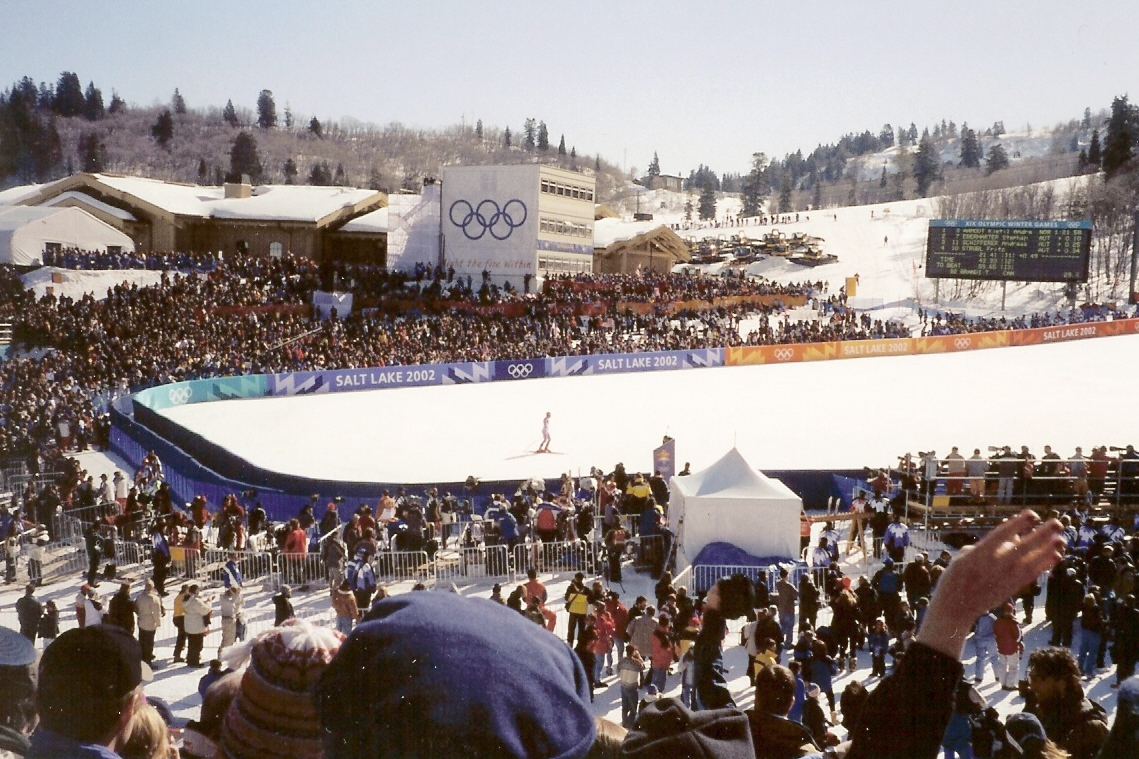
Das Snowbasin in Ogden während des Super-G-Wettbewerbs der Männer

Der Norweger Kjetil André Aamodt wurde Olympiasieger im Super-G und in der Kombination und avancierte dadurch zum erfolgreichsten alpinen Skisportler bei Olympischen Winterspielen. Er hatte bereits 1992 und 1994 insgesamt fünf Medaillen gewonnen. Stephan Eberharter verfehlte nach einem Fahrfehler um eine Zehntelsekunde den Sieg im Super-G, wurde aber anschließend Olympiasieger im Riesenslalom. Zuvor hatte er bereits Bronze in der Abfahrt hinter Fritz Strobl (Österreich) und Lasse Kjus (Norwegen) gewonnen.
Kontrovers war die Medaillenentscheidung im Slalom: Hinter den Franzosen Jean-Pierre Vidal und Sébastien Amiez wurde der Brite Alain Baxter überraschend Dritter, musste seine Bronzemedaille aber später abgeben, nachdem in seinem Urin Spuren von Methamphetamin nachgewiesen worden waren. Es stellte sich heraus, dass er die Substanz über sein in den USA gekauftes Nasenspray eingenommen hatte, ohne zu wissen, dass dies anders zusammengesetzt war als die Version, die er in Großbritannien benutzte. Es wäre dies die erste Olympiamedaille für Großbritannien im alpinen Skisport gewesen, nachdem Anfang der 1930er-Jahre bei den ersten alpinen Skiweltmeisterschaften britische Läuferinnen diverse Medaillen gewonnen hatten. Der Österreicher Benjamin Raich war Nutznießer dieses Missgeschickes des Schotten Baxter. Vorerst ging Baxter in Berufung, welche aber vom Obersten Sportgerichtshof (CAS) am 16. Oktober 2002 abgelehnt wurde. Erst am 10. Dezember 2002 konnte Benjamin Raich in einer kleinen Zeremonie in Wien die Bronzemedaille in Empfang nehmen. Am 6. März 2003 gab die «British Olympic Association» («BOA») dem Einspruch des in Lofer im Pinzgau (Salzburg/Österreich) lebenden Schotten statt, wonach er wieder an Olympia teilnehmen durfte; er hatte glaubhaft machen können, dass er in Salt Lake City ein Erkältungsmittel eingenommen hatte, das in den USA im Gegensatz zum in Europa handelsüblichen Produkt verbotene Metamphetamine enthielt.
Die überragende Athletin der Frauenwettbewerbe war die 20-jährige Janica Kostelić, die die ersten olympischen Wintermedaillen für Kroatien gewann. Sie siegte in der alpinen Kombination, im Slalom und im Riesenslalom und wurde Zweite im Super-G, wobei der Riesenslalomsieg ihr überhaupt erster Sieg in dieser Disziplin auf diesem hohen Niveau gelang (erst mehrere Jahre später konnte sie im Weltcup in dieser Disziplin gewinnen). – Die Olympiasiege in den übrigen Disziplinen gingen an Außenseiterinnen: In der Abfahrt wurde Carole Montillet Frankreichs erste alpine Olympiasiegerin seit 1968. Den Super-G gewann Daniela Ceccarelli aus Italien.

### Ski Nordisch

#### Skilanglauf
Die Langlaufwettbewerbe von 2002 waren von mehreren Dopingfällen überschattet: Der nach seinem Ausschluss aus dem deutschen Team für Spanien startende Johann Mühlegg gewann zunächst mit über zwei Minuten Vorsprung das Freistilrennen über 30 Kilometer, anschließend auch noch das 10 + 10-Kilometer-Jagdrennen und den klassischen 50-Kilometer-Lauf. Anschließend wurde er des Dopings überführt, woraufhin ihm zunächst die Goldmedaille über 50 Kilometer, anschließend auch die übrigen beiden Olympiasiege aberkannt wurden. Nachträglich wurden somit der Russe Michail Iwanow (50 km klassisch), der Österreicher Christian Hoffmann (30 km Freistil) und die Norweger Frode Estil und Thomas Alsgaard (Jagdrennen), die exakt gleichzeitig hinter Mühlegg ins Ziel gekommen waren, zu Olympiasiegern ernannt. Norwegen gewann auch den Staffelwettbewerb sowie mit Tor Arne Hetland den erstmals ausgetragenen olympischen Sprintwettbewerb.
Auch die Wettbewerbe der Frauen blieben von Dopingfällen nicht verschont: Die Russinnen Larissa Lasutina und Olga Danilowa wurden nachträglich disqualifiziert. Danilowa verlor Gold im 5 + 5-Kilometer-Jagdrennen, Silber über 10 Kilometer klassisch und den achten Platz über 30 Kilometer klassisch, Lasutina Gold über 30 Kilometer klassisch, Silber im Jagdrennen und über 15 Kilometer Freistil sowie den vierten Platz über 10 Kilometer klassisch. Unmittelbar vor dem Staffelwettbewerb waren die Teams aus Russland und der Ukraine wegen erhöhter Blutwerte bei Lasutina und Walentyna Schewtschenko vom Start ausgeschlossen worden.

#### Skispringen
Überraschungssieger der Skisprungwettbewerbe wurde der Schweizer Simon Ammann. Der 20-Jährige, der noch nie zuvor ein Weltcupspringen gewonnen hatte, gewann sowohl auf der Normal- als auch der Großschanze. Sven Hannawald (Deutschland), der zuvor in dieser Saison als erster überhaupt alle vier Springen der Vierschanzentournee gewonnen hatte, wurde auf der Normalschanze Zweiter. Adam Małysz (Polen) wurde Zweiter von der Großschanze und Dritter von der Normalschanze; Matti Hautamäki (Finnland) Dritter von der Großschanze.
Im Teamwettbewerb war Simon Ammann wegen der schwächeren Leistungen seiner Teamkameraden chancenlos. Hier siegte die Mannschaft Deutschlands mit Sven Hannawald, Stephan Hocke, Michael Uhrmann und Martin Schmitt vor den Mannschaften Finnlands und Sloweniens. Der deutsche Sieg erfolgte mit dem knappstmöglichen Vorsprung von 0,1 Punkten vor Finnland. – Die österreichische Mannschaft musste von ihrem Sportdirektor Anton Innauer betreut werden. Nachdem "Haupttrainer" Alois Lipburger ein Jahr zuvor bei einem Autounfall (als Mitfahrer) tödlich verunglückt war, hatte Innauer das Traineramt interimistisch übernommen, doch gelang es ihm aus schwer erschließlichen Gründen nicht, die von Lipburger recht erfolgreich betreuten Athleten (wieder) in die Spur zu bringen.

#### Nordische Kombination
Samppa Lajunen (Finnland) gewann alle drei Wettbewerbe in der Nordischen Kombination: im Einzelwettbewerb vor seinem Landsmann Jaakko Tallus und dem Österreicher Felix Gottwald, im erstmals ausgetragenen Sprintwettbewerb vor Ronny Ackermann (Deutschland) und Felix Gottwald sowie im Teamwettbewerb mit Jari Mantila, Hannu Manninen und Jaakko Tallus vor den Mannschaften aus Deutschland und Österreich.

### Snowboard
Im erstmals ausgetragenen Parallel-Riesenslalom siegte bei den Männern Philipp Schoch (Schweiz) vor Richard Rikardsson (Schweden) und Chris Klug (USA), bei den Frauen Isabelle Blanc (Frankreich) vor Karine Ruby (Frankreich) und Lidia Trettel (Italien). Im Halfpipe-Wettbewerb der Männer gab es einen US-amerikanischen Dreifachsieg: Ross Powers gewann vor Danny Kass und Jarret Thomas. Bei den Frauen siegte Kelly Clark (USA) vor Doriane Vidal (Frankreich) und Fabienne Reuteler (Schweiz).

## Herausragende Sportler
| Die erfolgreichsten Teilnehmer | Die erfolgreichsten Teilnehmer | Die erfolgreichsten Teilnehmer | Die erfolgreichsten Teilnehmer | Die erfolgreichsten Teilnehmer | Die erfolgreichsten Teilnehmer | Die erfolgreichsten Teilnehmer | Die erfolgreichsten Teilnehmer |
| Rang                           | Sportler                       | Land                           | Sportart                       | Gold                           | Silber                         | Bronze                         | Gesamt                         |
| ------------------------------ | ------------------------------ | ------------------------------ | ------------------------------ | ------------------------------ | ------------------------------ | ------------------------------ | ------------------------------ |
| 1                              | Ole Einar Bjørndalen           | Norwegen                       | Biathlon                       | 4                              | 0                              | 0                              | 4                              |
| 2                              | Janica Kostelić                | Kroatien                       | Ski Alpin                      | 3                              | 1                              | 0                              | 4                              |
| 3                              | Samppa Lajunen                 | Finnland                       | Nordische Kombination          | 3                              | 0                              | 0                              | 3                              |
| 4                              | Frode Estil                    | Norwegen                       | Skilanglauf                    | 2                              | 1                              | 0                              | 3                              |
| 4                              | Jochem Uytdehaage              | Niederlande                    | Eisschnelllauf                 | 2                              | 1                              | 0                              | 3                              |
| 4                              | Kati Wilhelm                   | Deutschland                    | Biathlon                       | 2                              | 1                              | 0                              | 3                              |
| 4                              | Yang Yang                      | Volksrepublik China            | Shorttrack                     | 2                              | 1                              | 0                              | 3                              |
| 8                              | Marc Gagnon                    | Kanada                         | Shorttrack                     | 2                              | 0                              | 1                              | 3                              |
| 9                              | Kjetil André Aamodt            | Norwegen                       | Ski Alpin                      | 2                              | 0                              | 0                              | 2                              |
| 9                              | Thomas Alsgaard                | Norwegen                       | Skilanglauf                    | 2                              | 0                              | 0                              | 2                              |
| 9                              | Simon Ammann                   | Schweiz                        | Skispringen                    | 2                              | 0                              | 0                              | 2                              |
| 9                              | Andrea Henkel                  | Deutschland                    | Biathlon                       | 2                              | 0                              | 0                              | 2                              |
| 9                              | Claudia Pechstein              | Deutschland                    | Eisschnelllauf                 | 2                              | 0                              | 0                              | 2                              |

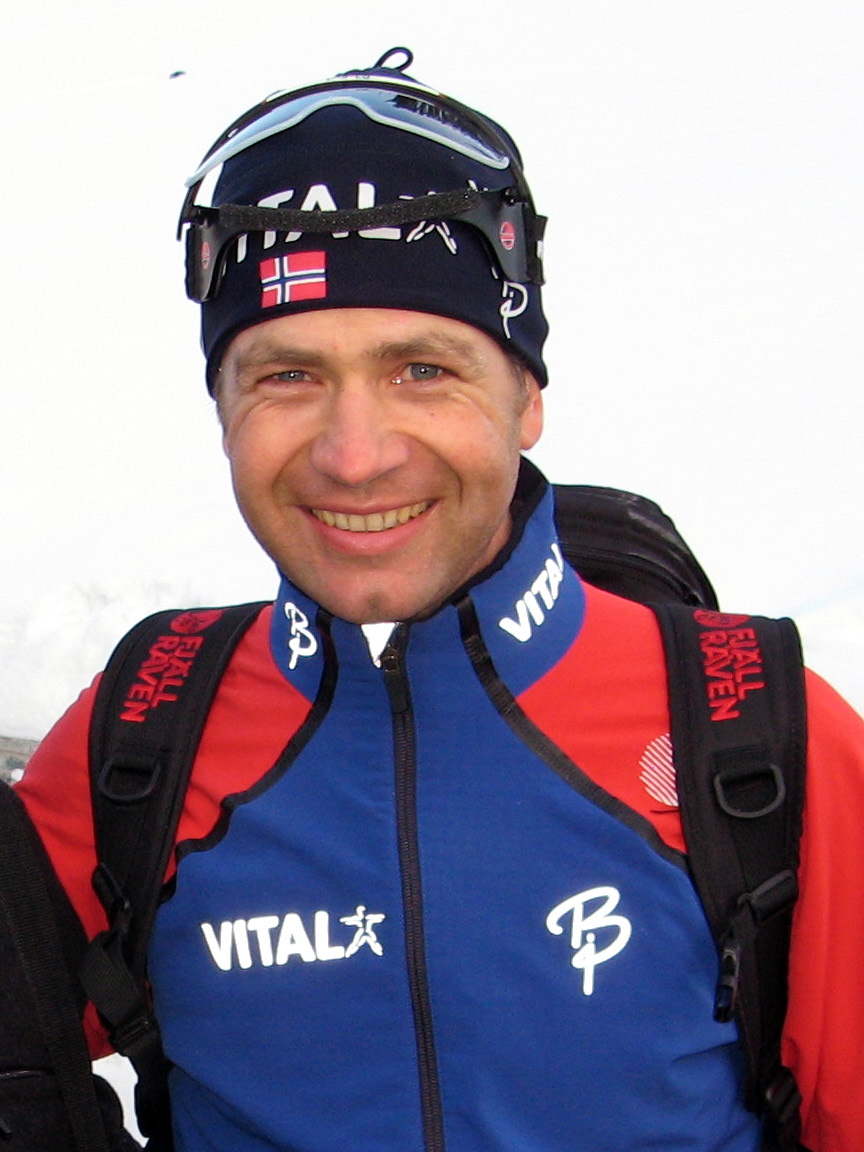
Ole Einar Bjørndalen gewann alle vier Biathlonwettbewerbe und wurde der erfolgreichste Athlet der Spiele.

- Der Biathlet Ole Einar Bjørndalen eiferte Eric Heiden nach und gewann alle Disziplinen einer Sportart. Er gewann viermal Gold und wurde zum erfolgreichsten Biathleten bei Olympischen Spielen. Außerdem schob er sich in der Liste der erfolgreichsten Winterolympioniken an Position sechs. Im Skilanglauf wurde er Fünfter.
- Gleiches gelang dem Finnen Samppa Lajunen in der nordischen Kombination. Er gewann alle drei Wettbewerbe.
- Janica Kostelić dominierte die Wettbewerbe im alpinen Skisport der Damen. Sie gewann Gold im Slalom, Riesenslalom und in der Kombination. Außerdem sicherte sie sich die Silbermedaille im Super-G. Lediglich in der Abfahrt blieb sie ohne Medaille.
- Kjetil André Aamodt wurde durch seine zwei Goldmedaillen nunmehr der erfolgreichste alpine Skifahrer bei Olympischen Spielen.
- Frode Estil und Thomas Alsgaard kamen in der Langlauf-Verfolgung zeitgleich als Zweite ins Ziel und wurden nach der Disqualifikation Johann Mühleggs bislang einmalig gemeinsam Olympiasieger. Sie gewannen zusammen in der Staffel ihr jeweils zweites Gold.

## Erwähnenswertes
- Ein deutsches Geschwisterpaar gewann olympisches Gold in verschiedenen Sportarten: Manuela Henkel wurde Olympiasiegerin mit der Langlaufstaffel, Andrea Henkel siegte mit der Biathlonstaffel sowie im Einzelrennen über 15 Kilometer.
- Skeleton-Olympiasieger Jim Shea (USA) nahm in dritter Generation an Winterspielen teil: Sein Großvater Jack Shea wurde in Lake Placid 1932 zweifacher Olympiasieger im Eisschnelllauf; sein Vater Jim Shea senior nahm in Innsbruck 1964 am Skilanglauf und an der Nordischen Kombination teil.
- Im chinesischen Shorttrack-Team gab es zwei Läuferinnen mit dem Namen Yang Yang. Nach ihren Geburtsmonaten August und September wurden sie für die Statistiken als Yang Yang (A) und Yang Yang (S) benannt. Yang Yang (A) wurde Olympiasiegerin über 500 und 1000 Meter (und war damit die erste Winter-Olympiasiegerin Chinas), Yang Yang (S) gewann Bronze über 1000 Meter. Beide zusammen gewannen Silber mit der Staffel.

## Sicherheitsvorkehrungen
Die Olympischen Winterspiele von Salt Lake City fanden fünf Monate nach den Terroranschlägen vom 11. September 2001 und vier Monate nach dem US-Angriff auf Afghanistan statt. Neben den zahlreichen patriotischen Bekundungen wie beim Fackellauf oder in der Eröffnungsansprache des US-Präsidenten sorgte dies auch für stark erhöhte Sicherheitsvorkehrungen: 15.000 Polizisten und Soldaten waren im Umfeld der Spiele präsent. Auch die Athleten wurden wiederholt durch FBI und CIA überprüft.

## Berichterstattung
8418 akkreditierte Journalisten berichteten von den Spielen, darunter 2514 Pressemitarbeiter und Fotografen sowie 5904 Fernseh- und Rundfunkmitarbeiter. Die Fernsehbilder wurden durch 80 offizielle Rechteinhaber in 160 Länder übertragen, wobei die Bilder vom Skispringen, vom Eiskunstlauf sowie der Eröffnungs- und Schlussfeier erstmals auch in HDTV gezeigt wurden.
Im Gastgeberland hatte nach den enttäuschenden Einschaltquoten bei den Olympischen Winterspielen 1998 NBC die Ausstrahlungsrechte vom Konkurrenten CBS übernommen. Anders als auch im Fall der Olympischen Sommerspiele 2000 wurden die Übertragungen diesmal zum Erfolg für NBC: Die Eröffnungsfeier sahen in den USA 72 Millionen Zuschauer, und der erste Wettkampftag war für die Sendeanstalt das meistgesehene Samstagabendprogramm seit sechs Jahren. In Deutschland hatte Das Erste beim Skisprungwettbewerb von der Großschanze mit 13,73 Millionen Zuschauern (46,9 Prozent Marktanteil) die höchste Einschaltquote; und auch die Biathlonwettbewerbe erwiesen sich als Quotenrenner (11 Millionen Zuschauer beim Sprintwettbewerb der Herren). In Österreich war der alpine Abfahrtslauf der Herren mit 2,463 Millionen Zuschauern (76 Prozent Marktanteil) am erfolgreichsten; in der Schweiz erreichten die Skisprungwettbewerbe mit Simon Ammann 1,3 Millionen Zuschauer (68 Prozent Marktanteil).

## Tickets
Die Wettbewerbe wurden fast ausschließlich von US-Amerikanern besucht: Von 1,58 Millionen Tickets waren bis eine Woche nach Beginn der Spiele nur rund 100.000 und damit weniger als sieben Prozent ins Ausland verkauft worden.